# Nelly van Ree Bernard

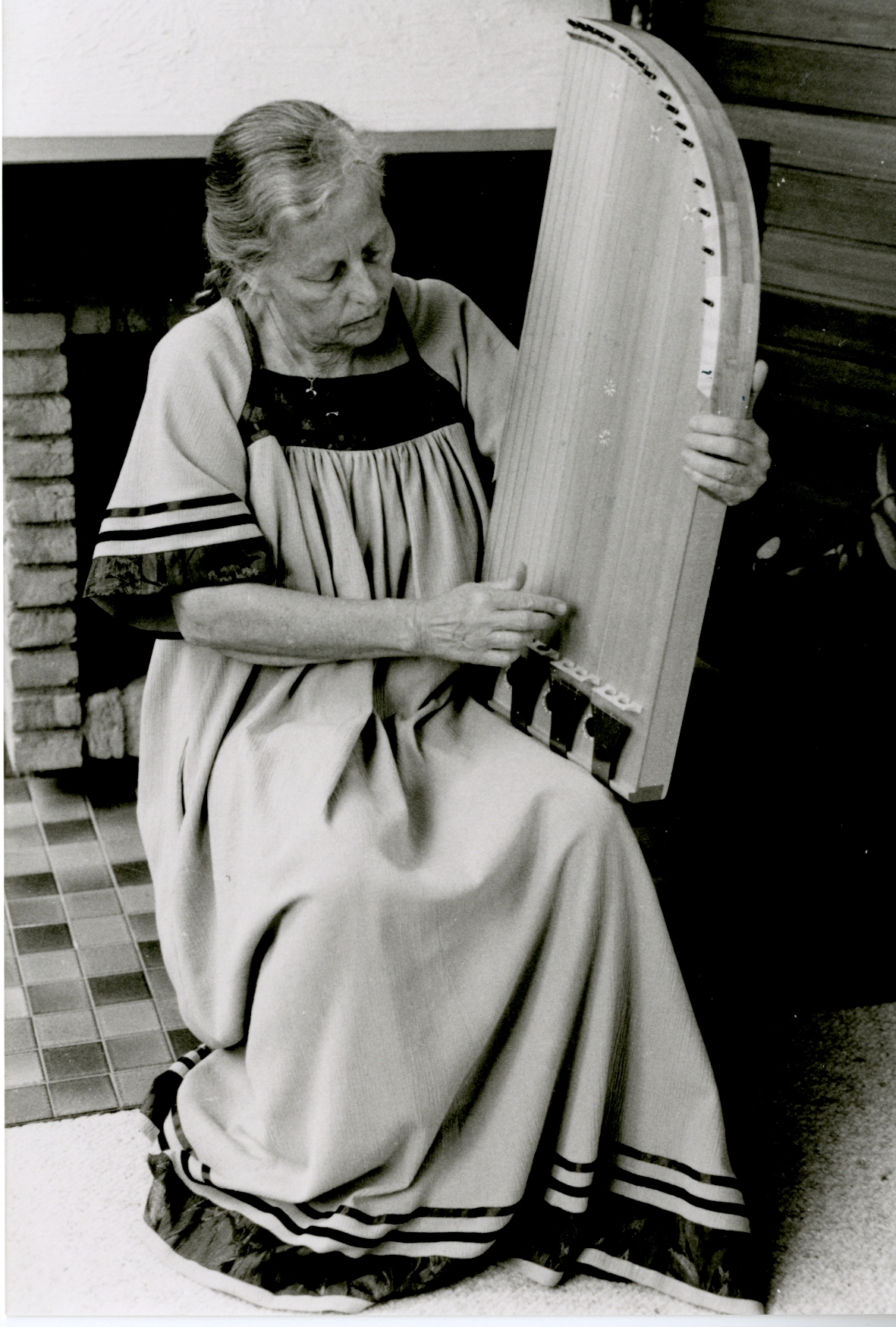
Nelly van Ree Bernard 2015

Nelly van Ree Bernard (als Künstlername ohne Bindestrich), geboren als Nellij Bernard (* 24. November 1923 in Teteringen; † 2. Februar 2010 in Bennebroek), war eine Künstlerin, Musikerin und Musikwissenschaftlerin. Zu Beginn ihrer künstlerischen Laufbahn entwarf sie Möbel und war Innenarchitektin, später gestaltete sie Kunst mit dem Computer. International bekannt wurde sie durch ihre Rekonstruktion alter Musikinstrumente. Sie war eine Pionierin in der wissenschaftlichen Erforschung des Clavichords.

## Biografie
Nellij, später Nelly, wurde in der nordbrabantischen Stadt Teteringen geboren und zog 1927 mit ihrer Familie nach Barcelona. Ihr Vater war Ingenieur und wurde dort Direktor von La Seda, einer AKU-Filiale, die später mit Akzo fusionierte. Hier lernte sie fließend Spanisch, aber auch Deutsch und Französisch. Mit 13 Jahren kehrten sie zurück, als der Spanische Bürgerkrieg (1936–39) ausbrach. Während ihre Eltern nach dem Zweiten Weltkrieg nach Spanien zurückkehrten, studierte sie bis 1949 erfolgreich am Institut für Kunst- und Handwerksausbildung in Amsterdam. Im Jahr 1952 heiratete sie Frank van Ree, mit dem sie zwei Kinder hatte.
Als sie in den 1950er Jahren in Spanien lebte, entwarf sie Kindermöbel. Ihre Möbel konnten durch Kippen auf unterschiedliche Weise verwendet werden. Dies war ihre Antwort auf die Materialknappheit in jenen Jahren. Sie ließ sich von den Entwürfen von Gerrit Rietveld und der Ideenwelt des Bauhauses inspirieren. In den 1960er Jahren arbeitete sie in den Niederlanden als Innenarchitektin.

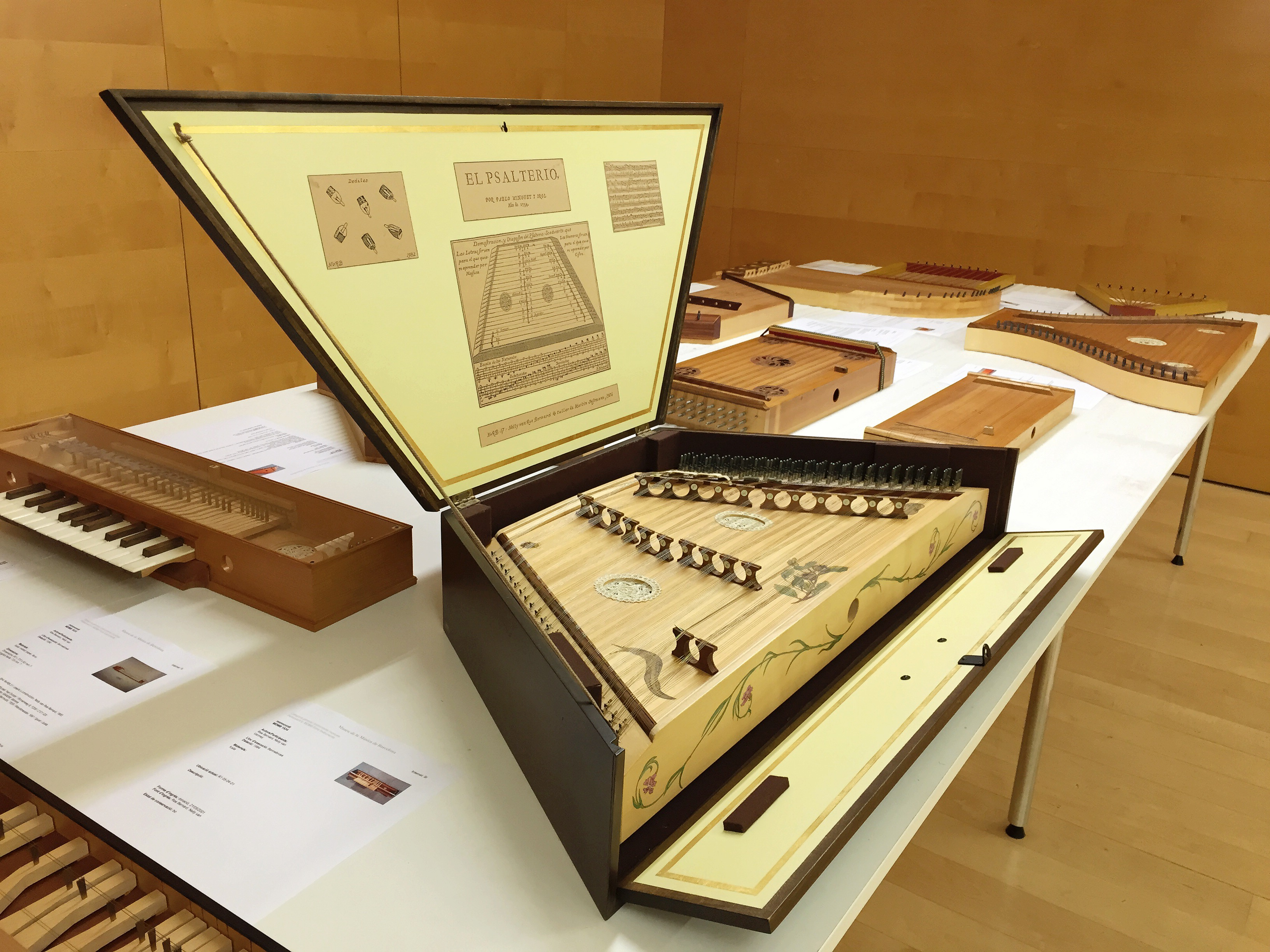
Sammlung von Psalterien und anderen Instrumenten, die von Nelly van Ree gebaut und dem Museu de la Música de Barcelona gestiftet wurden.

Im Jahr 1966 lernte sie bei Jaap Spigt Cembalo zu spielen. Er inspirierte sie auch dazu, alte Instrumente zu rekonstruieren. Unter anderem rekonstruierte sie ein Psalterium nach einer Miniatur aus dem 13. Jahrhundert. Im selben Jahr eröffnete sie in ihrem Haus das Musikzentrum Het Duintje, das sich zu einem Kulturzentrum mit Konzerten, Vorführungen, Ausstellungen und Vorträgen entwickelte. In den Jahren 1968/1969 hielt sich die Familie in Benares, Indien, auf, als ihr Mann dort eine Gastprofessur innehatte. Sie selbst vertiefte sich in dieser Zeit in die Hindustani-Musik. Später veröffentlichte sie Werke über Hindustani-Musik und spanische Renaissance-Musik. Nach ihrer Rückkehr in die Niederlande verlagerte sie ihr Interesse auf das Clavichord. Sie entwickelte sich zu einer Pionierin der wissenschaftlichen Forschung über dieses Instrument.
In den späten 1970er Jahren war sie Mitglied des Ensembles Musica Iberica, mit dem sie auftrat und das Album Cantigas de Santa Maria veröffentlichte. Von 1986 bis 1993 war sie Vorstandsmitglied der Niederländischen Clavichord-Gesellschaft, die sie zusammen mit Koen Vermeij und anderen gegründet hatte. Im Jahr 1979 veröffentlichte sie die CD Canciones sefarditas und brachte danach mehrere Alben mit Musik heraus, die sie auf klassischen Instrumenten spielte.
Ab ihrem 75. Lebensjahr gestaltete sie Kunst am Computer. Mit diesem schuf sie abstrakte, farbenfrohe Motive, die sie auf Keramik und Papier druckte. Außerdem veröffentlichte sie jahrelang eine Reihe dieser Motive in kleinen Heften mit dem Titel „Computerfantasien“.
Sie starb im Jahr 2010 im Alter von 86 Jahren. Das Centraal Museum in Utrecht ist im Besitz einiger von ihr entworfener Kindermöbel. Das Museu de la Música de Barcelona besitzt eine Schenkung von Musikinstrumenten, die sie rekonstruiert hat. Einige Jahre vor ihrem Tod schenkte sie einen wichtigen Teil ihrer Bibliothek dem Niederländischen Musikinstitut.

## Veröffentlichungen
- Nelly van Ree Bernard bei opac-gonext.oclc.org

- 1973: Introduction to the construction of Hindustani music. Amsterdam.
- 1987: Seven steps in clavichord development between 1400–1800 – an annotated audio-visual review. Buren.
- 1989: Interpretation of 16th century Iberian music on the clavichord. Buren.
- 1989: The Psaltery. An annotated audio-visual review of different types of psaltery. Buren.
- 1991: Kantelingen. Multifunctionele meubelen en muziekinstrumenten (25 jaar Het Duintje). Bennebroek.
- 1994: Ornamentation in sixteenth-century Iberian music for ‘tecla, harpa, y vihuela’. Quiebros, redobles and glosas. In: Aspects of the historical harp. Proceedings of the International Historical Harp Symposium, Utrecht, 1992. STIMU, Utrecht 1994, ISBN 90-72786-04-1, S. 53–71.
- 1998–2008: Computer fantasieën. 1e–15e serie, Bennebroek.
- 2006: 40 jaar ‘Het Duintje’, 1996–2006. Bennebroek.
- 2008: Indurama Srivastava, A practical guide to North Indian classical vocal music. Appendix by Nelly van Ree Bernard, New Delhi, Musik-Alben.

- 1979: Cantigas de Santa Maria de Alfonso X el sabio, met Musica Iberica
- 1981: Psaltery – Spanish music, 12th, 13th, 14th century.
- 1995: Rediscovery of the keyed monochord: A hypothetical reconstruction.
- 1995: Variaties voor toetsinstrument nr. 1–3, “Re fa sol la”.
- 1997: Canciones sefarditas.